# Tierra de nadie (islas Malvinas)

Mapa del istmo de Darwin y sus alrededores con la toponimia británica, donde se aprecia el área de No Man's Land.

La tierra de nadie, en inglés: No Man's Land, es un área del norte de la isla Soledad, en las islas Malvinas. Probablemente, su nombre deriva del hecho de que el paisaje y clima es «muy duro», y es en parte una extensión de las alturas Rivadavia. Se encuentra al noroeste de RAF Mount Pleasant y al sur de la bahía de la Maravilla, en la mitad norte de la isla Soledad.